# Procesador IBM PALM
El PALM (Put All Logic in Microcode, Ponga toda la lógica en microcódigo) es una unidad central de procesamiento (CPU) de 16 bits desarrollada por IBM. Se utilizó en el IBM 5100, un predecesor de la IBM PC, y las máquinas que le siguieron, las IBM 5110 y IBM 5120. Es probable que PALM también se haya utilizado en otros productos de IBM como controlador integrado.
IBM se refirió al PALM como un «microprocesador», aunque usaron ese término para referirse a un procesador que ejecuta microcódigo para implementar un conjunto de instrucciones de nivel superior, en lugar de su definición convencional de una CPU en un circuito integrado. El procesador PALM era una placa de circuito que contenía 13 matrices de compuertas bipolares empaquetados en latas metálicas cuadradas, 3 circuitos integrados de lógica transistor-transistor (TTL) en un empaquetado de doble hilera y una lata metálica redonda.
PALM tiene un bus de datos de 16 bits, con dos bits adicionales usados para paridad. El PALM puede direccionar directamente 64 KB (64 KiB) de memoria. El IBM 5100 se puede configurar con hasta 64+KB (las ROM APL + BASIC hacen 64+KB) de una ROM llamada ROS ejecutable (Read Only Storage) y hasta 64 KB de RAM. Se utilizó un simple esquema de conmutación de bancos de memoria para ampliar la cantidad de memoria principal accesible.
En 1973, el IBM Los Gatos Scientific Center desarrolló un prototipo de computadora portátil llamado SCAMP (Special Computer APL Machine Portable) basado en el procesador PALM con una unidad de casete compacta de Philips, una pequeña pantalla CRT y teclado completo.